# Reynold Brown
Reynold Brown (Los Ángeles, de California, 18 de octubre de 1917 - Lincoln, de Nebraska, 24 de agosto de 1991) fue un prolífico artista realista estadounidense que dibujó varios carteles de cine de Hollywood.

## Biografía
Estudió en la Alhambra High School, y refinó su técnica de dibujo con su maestro: Lester Bonar.  Gracias a su talento, Brown conoció a Hal Forrest,  que lo contrató para que trabajara en el dibujo de la tira cómica Tailspin Tommy de 1936 a 1937.  La hermana de Norman Rockwell era profesora en la secundaria Alhambra High, y gracias a ella logró entrar en contacto con él. Rockwell le aconsejó a que si quería convertirse en un ilustrador, tenía que dejar de lado las caricaturas. Subsecuentemente Brown ganó una beca para estudiar en el Otis Art Institute.
Durante la Segunda Guerra Mundial, trabajó como ilustrador técnico en la empresa North American Aviation. Fue ahí donde conoció a su esposa, Mary Louise Tejeda, que también era artista.
Después de la guerra, Brown dibujó numerosos anuncios e ilustraciones para revistas como Argosy, Popular Science, Saturday Evening Post, Boy's Life, Outdoor Life y Popular Aviation. Brown también dibujo en cubiertas de libros con Encuadernación en rústica.
Brown fue profesor de la academia Art Center College of Design y estando allí, fue donde conoció a Misha Kallis, que trabajaba como director artístico en Universal Pictures. Por medio de Kallis, Brown empezó su trabajo en carteles de cine, primero con la película The World in His Arms (1952), a partir de ahí trabajo en docenas de carteles de cine, incluyendo:

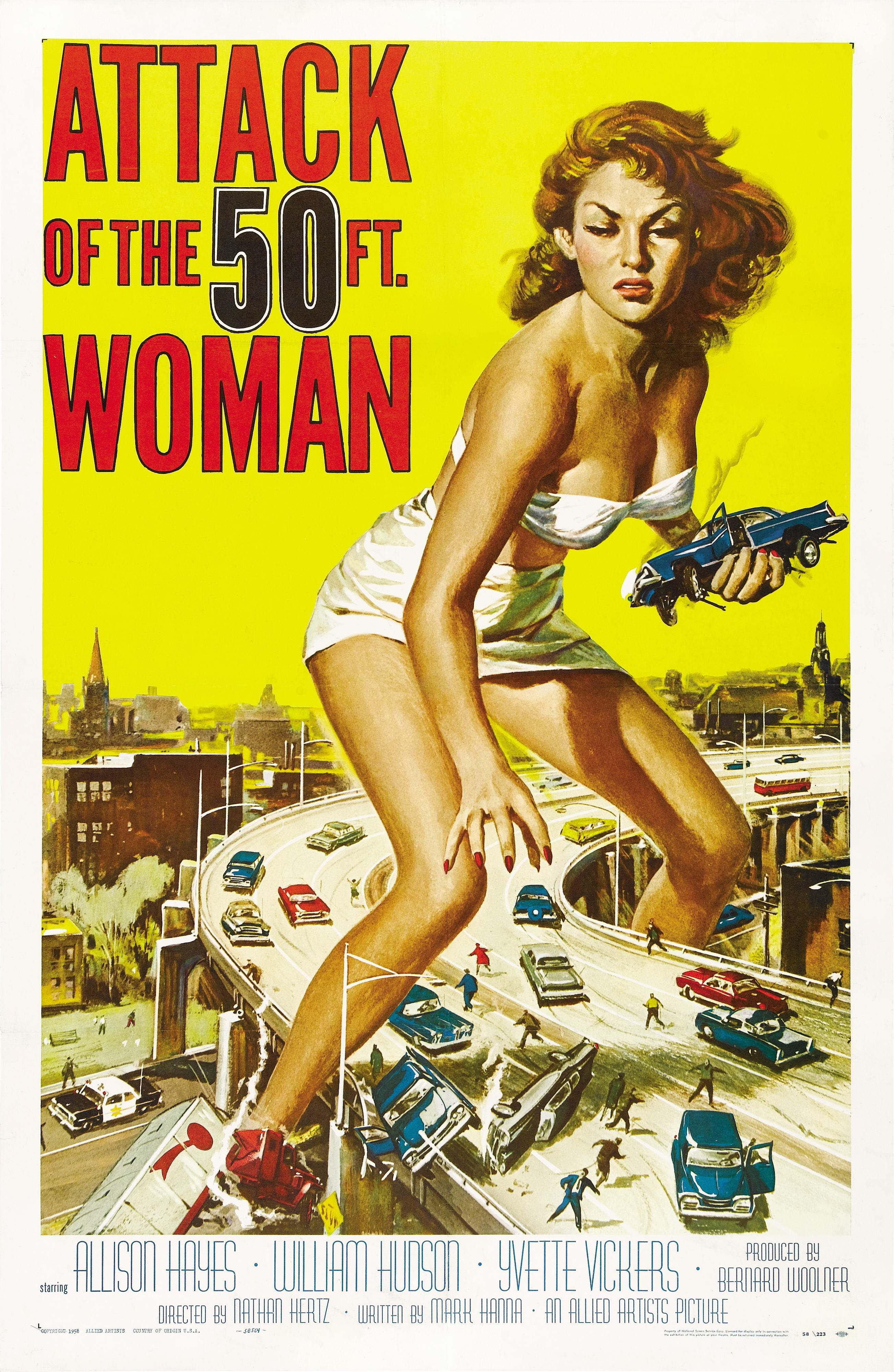
Cartel de la película de 1958 Attack of the 50 Foot Woman (1958); parte de esta imagen ha sido escogida para la portada de un libro reciente sobre el arte y la vida de Brown.

## Lista de carteles de cine
- Creature from the Black Lagoon (1954)
- ¡Tarántula! (1955)
- This Island Earth (1955)
- The Incredible Shrinking Man (1957)
- I Was a Teenage Werewolf (1957)
- Man of a Thousand Faces (1957)
- Tierra desconocida (1957)
- El ataque de la mujer de 50 pies (1958)
- Cat on a Hot Tin Roof (1958)
- Ben-Hur (1959)
- The Atomic Submarine (1959)
- Espartaco (1960)
- El Álamo (1960)
- The Time Machine (1960)
- King of Kings (1961)
- La conquista del Oeste (1962)
- Mutiny on the Bounty (1962)
- Shenandoah (1965)

La pintura original de Brown para el cartel de la película de El Álamo se mantuvo colgado durante muchos años en el Álamo real en San Antonio, Texas.[cita requerida]
Sufrió un derrame cerebral grave en 1976, que dejó a su lado izquierdo paralizado y terminó su trabajo comercial. Brown y su familia se mudaron a Condado de Dawes, Nebraska. Con la ayuda de su esposa, Brown continuó pintando paisajes hasta su muerte en 1991.
En 1994, el documental de Mel Bucklin sobre Reynold Brown llamado The Man Who Drew Bug-Eyed Monsters fue transmitido por la televisión pública de EE. UU. Un libro que recopila muchas de obras de arte de Brown, llamado Reynold Brown: Una vida en imágenes, fue publicado en el 2009.